# Lijst van burgemeesters van Zeevang
Dit is een lijst van burgemeesters van de voormalige Nederlandse gemeente Zeevang in de provincie Noord-Holland vanaf het ontstaan van de gemeente op 1 augustus 1970 tot 1 januari 2016, toen Zeevang opging in de gemeente Edam-Volendam.
| Ambtsperiode | Naam burgemeester | Partij of stroming | Bijzonderheden                            |
| ------------ | ----------------- | ------------------ | ----------------------------------------- |
| 1970 - 1986  | Jan Schoon        | PvdA               | sinds 1960 al burgemeester van Oosthuizen |
| 1987 - 2005  | Dirk den Hartog   | PvdA               | eerst waarnemend                          |
| 2005 - 2010  | Martijn Smit      | PvdA               |                                           |
| 2010 - 2015  | Karen Heerschop   | partijloos         | waarnemend                                |